# Селенопротеины
Селенопротеи́ны — белки, содержащие один или несколько остатков селеносодержащей аминокислоты селеноцистеина (Se-Cys). Среди селенопротеинов, чьи функции описаны, имеется 5 глутатионпероксидаз и 3 тиоредоксинредуктаз, которые содержат только один остаток селеноцистеина. Селенопротеин Р является наиболее обычным селенопротеином плазмы крови. Его структура несколько необычна, поскольку у человека он содержит 10 остатков селеноцистеина, которые сгруппированы в 2 домена: один — длинный — домен, расположенный N-конце полипептидной цепи, содержит 1 остаток селеноцистеина, второй — короткий — находится на С-конце и включает 9 остатков селеноцистеина. Длинный домен, вероятно, является ферментативным доменом, а короткий предположительно отвечает за безопасный транспорт чрезвычайно химически активного селена по организму.

## Распространение
Селенопротеины обнаружены у представителей всех трёх доменов: эукариот, архей и бактерий. Из эукариот селенопротеины довольно обычны для животных, однако редки или вовсе отсутствуют у представителей других царств (один селенопротеин был выделен из зелёной водоросли хламидомонады, однако у других растений и грибов этого сделать не удалось). У бактерий и архей селенопротеины имеются лишь у некоторых филогенетических групп, у большинства же они полностью отсутствуют. Эти заключения были сделаны на основе секвенирования и анализа целых геномов, который показал наличие или отсутствие главных и вспомогательных генов, ответственных за синтез селенопротеинов в соответствующем организме.

## Типы
Помимо селеноцистеинсодержащих селенопротеинов, известен ряд бактериальных селенопротеинов, в которых атом селена связан нековалентно. Считается, что большая часть этих белков содержит селенидовый лиганд к молибдоптериновому кофактору в своих активных центрах. К таким белкам относится никотинатдегидрогеназа Eubacterium barkeri, а также ксантиндегидрогеназы. Селен также может включаться в состав модифицированных азотистых оснований в тРНК (в виде 2-селено-5-метиламинометил-уридина).
Наконец, селен может содержаться в белках в составе аминокислоты селенометионина, которая иногда случайным образом заменяет метионин. Белки, содержащие такой неспецифически вставленный селенометионин, не считаются селенопротеинами. Однако замена всех остатков метионина на остатки селенометионина широко используется для решения фазовой проблемы рентгеноструктурного анализа, который используется для определения пространственной структуры белков. В то время как замена метионина на селенометионин не влечёт за собой серьёзных последствий (по крайней мере, у бактерий), неспецифическая вставка селеноцистеина на место цистеина является крайне токсичной. Это, возможно, объясняет наличие достаточно сложного пути биосинтеза селеноцистеина и его вставки в селенопротеин, который позволяет избежать существования свободных аминокислот в качестве промежуточных соединений. Поэтому, даже если селеноцистеинсодержащий селенопротеин попадает в организм с пищей, то, чтобы использоваться как источник селена, селеноцистеин должен сначала разложиться, потом синтезируется новый селеноцистеин и уже включается в селенопротеин.

## Клиническое значение
Селен — жизненно важный элемент для животных, в том числе человека. К настоящему моменту было описано около 25 различных селеноцистеинсодержащих селенопротеинов в клетках и тканях человека. Поскольку нехватка селена лишает клетку способности синтезировать селенопротеины, эффекты, связанные с недостаточным потреблением селена, обусловлены отсутствием в организме одного или более специфических селенопротеинов. Действительно, было установлено, что три селенопротеина, TR1, TR3 и GPx4, являются необходимыми для мышей. С другой стороны, слишком большое количество селена в пище имеет токсические эффекты и вызывает отравление. Порог между необходимой и токсичной концентрациями селена достаточно узок.

## Примеры
К человеческим селенопротеинам относят:
- Иодтирониндеиодиназы 1—3: DIO1, DIO2, DIO3
- Глутанионпероксидазы: GPX1,  GPX2, GPX3, GPX4, GPX6[4]
- Селенопротеины: SelH, SelI, SelK, SelM, SelN, SelO, SelP, SelR, SelS, SelT, SelV, SelW, Sel15[5]
- Селенофосфатсинтетаза 2 (SPS2)
- Тиоредоксинредуктазы 1—3: TXNRD1, TXNRD2, TXNRD3